# Prosopocera alba
Prosopocera alba là một loài bọ cánh cứng trong họ Cerambycidae.